# Pietrosu, Iași
Pietrosu este un sat în comuna Tătăruși din județul Iași, Moldova, România.